# Aderkomyces
Aderkomyces is een geslacht van korstmossen dat behoort tot de orde Lecanorales van de ascomyceten. De typesoort is Aderkomyces couepiae.

## Soorten
Volgens Index Fungorum telt het geslacht 30 soorten (peildatum december 2023):
| Soortnaam                    | Auteur(s)                                    | Publicatiejaar |
| ---------------------------- | -------------------------------------------- | -------------- |
| Aderkomyces albostrigosus    | (R. Sant.) Lücking, Sérus. & Vězda           | 2005           |
| Aderkomyces armatus          | (Vězda) Lücking, Sérus. & Vězda              | 2005           |
| Aderkomyces brevipilosus     | (Kalb & Vězda) Lücking, Sérus. & Vězda       | 2005           |
| Aderkomyces carneoalbus      | (Lücking & Kalb) Lücking, Sérus. & Vězda     | 2005           |
| Aderkomyces couepiae         | Bat.                                         | 1961           |
| Aderkomyces cretaceus        | (Vězda) Lücking, Sérus. & Vězda              | 2005           |
| Aderkomyces cubanus          | (Vězda) Lücking, Sérus. & Vězda              | 2005           |
| Aderkomyces deslooveri       | (Sérus.) Lücking, Sérus. & Vězda             | 2005           |
| Aderkomyces dilatatus        | (Vězda) Lücking, Sérus. & Vězda              | 2005           |
| Aderkomyces fumosus          | (Kalb & Vězda) Lücking, Sérus. & Vězda       | 2005           |
| Aderkomyces gomezii          | Lücking                                      | 2008           |
| Aderkomyces guatemalensis    | (Lücking & Barillas) Lücking, Sérus. & Vězda | 2005           |
| Aderkomyces heterellus       | (Stirt.) Lücking, Sérus. & Vězda             | 2005           |
| Aderkomyces lobulimarginatus | Sipman & Lücking                             | 2005           |
| Aderkomyces microcarpus      | (Etayo & Lücking) Lücking, Sérus. & Vězda    | 2005           |
| Aderkomyces microtrichus     | (Lücking & Kalb) Lücking, Sérus. & Vězda     | 2005           |
| Aderkomyces papilliferus     | (Lücking) Lücking, Sérus. & Vězda            | 2005           |
| Aderkomyces planus           | (Vězda) Lücking, Sérus. & Vězda              | 2005           |
| Aderkomyces purulhensis      | (Lücking & Barillas) Lücking, Sérus. & Vězda | 2005           |
| Aderkomyces ramiferus        | (Sérus.) Lücking, Sérus. & Vězda             | 2005           |
| Aderkomyces rigidus          | Lücking & Sipman                             | 2008           |
| Aderkomyces sikkimensis      | Pinokiyo, Kr.P. Singh & Lücking              | 2006           |
| Aderkomyces subalbostrigosus | (Lücking) Lücking, Sérus. & Vězda            | 2005           |
| Aderkomyces subplanus        | (Kalb & Vězda) Lücking, Sérus. & Vězda       | 2005           |
| Aderkomyces testaceus        | (Kalb & Vězda) Lücking, Sérus. & Vězda       | 2005           |
| Aderkomyces thailandicus     | Papong, Boonpr. & Lücking                    | 2011           |
| Aderkomyces verruciferus     | (Lücking) Lücking, Sérus. & Vězda            | 2005           |
| Aderkomyces verrucosus       | (Sérus.) Lücking, Sérus. & Vězda             | 2005           |